# خوسيه رامون غاليغو
خوسيه رامون غاليغو (بالإسبانية: José Ramón Gallego)‏ هو لاعب كرة قدم إسباني، ولد في 7 أغسطس 1959 في دورانغو في إسبانيا. شارك مع منتخب إسبانيا تحت 21 سنة لكرة القدم. أما مع النوادي، فقد لعب مع أتلتيك بيلباو ب وأتلتيك بيلباو وديبورتيفو ألافيس ونادي قرطبة.

## وصلات خارجية
- خوسيه رامون غاليغو على موقع قاعدة بيانات كرة القدم.إي يو (الإنجليزية)